# Krško (città)
Krško (in tedesco: Gurkfeld) è la città e la sede amministrativa del comune di Krško nella parte orientale della Slovenia. Si compone di due insediamenti originari: Krško sulla riva destra della Sava e Videm ob Savi (dove c'è una stazione ferroviaria) sulla sinistra. Nel 1953 gli insediamenti si fusero prima sotto il doppio nome Videm-Krško, poi nuovamente sotto l'unico nome di Krško nel 1964. È l'unica città slovena divisa in due diocesi: quella di Celje e quella di Novo Mesto. Appartiene alla regione statistica dell'Oltresava Inferiore. La popolazione a gennaio 2020 è di 7.217 abitanti.

## Storia
Situata lungo la Sava, abitata fin dalla preistoria, nel XV secolo la città ottenne numerosi privilegi dall'imperatore Federico III d'Asburgo, al fine di incrementarne il numero degli abitanti. Subì incursioni ottomane fra il XV e il XVII secolo.

## Monumenti e luoghi d'interesse
La piazza centrale del centro storico conserva eleganti abitazioni borghesi, tra le quali la rinascimentale Valvasorjeva hiša (Casa Valvasor) con un bel portale, oltre alle chiese di San Giovanni Evangelista, di S. Ruperto (in stile neoromanico) e al convento dei Cappuccini, costruito dal 1640 al 1644. Sulla sponda destra della Sava, nel 1777 venne eretta la chiesa dedicata al Santo Spirito, progettata dall'architetto austriaco Johann Nepomuk Fuchs. Su un'altura ad ovest della città si trova l'antico castello medievale di Raka, ingrandito e rafforzato nel Quattrocento. Nella frazione di Stara Vas è da segnalare la chiesa di S.Michele.
Oltre al municipio ci sono un tribunale, un ufficio postale, una scuola primaria, una scuola secondaria di indirizzo tecnico, due atenei, gallerie d'arte, la Biblioteca Valvasor, parecchie filiali di banche e compagnie di assicurazione, diverse aziende, numerosi alberghi e ristoranti, centri commerciali, una ferrovia e una stazione degli autobus.